# Vicente Bobadilla
Vicente Bobadilla (Capiatá, 5 de abril de 1938 - 28 de junio de 2012) fue un exfutbolista paraguayo que se desempeñaba como defensa.

## Biografía
Bobadilla comenzó en su club local Club General Díaz en 1953. Jugaría como central en Club Sol de América hasta que fichó por el Guaraní en 1964.
Bobadilla debutó como internacional con la selección de Paraguay en la Copa del Atlántico. Tuvo 45 internacionalidades desde 1960 hasta 1971. Jugó con la selección para la Campeonato Sudamericano 1963 y 1967.

## Clubes
| Club              | País     | Año       |
| ----------------- | -------- | --------- |
| Club General Díaz | Paraguay | 1953–1959 |
| Sol de América    | Paraguay | 1959–1964 |
| Guaraní           | Paraguay | 1964–1971 |
| Olimpia           | Paraguay | 1972      |